# Baie de Vyborg
La baie de Vyborg (en russe : Выборгский залив, en finnois : Viipurinlahti, en suédois : Viborgska viken) est une baie située en Russie à une vingtaine de kilomètres au sud de la frontière finlandaise. Située à l'ouest de la ville de Vyborg, elle fait partie du golfe de Finlande.

## Géographie
La baie communique avec le lac Saimaa situé en Finlande par l'intermédiaire du canal de Saimaa.
La baie est prolongée par la baie Zachtchitnaïa qui s'étend au nord de la ville de Vyborg. 
Un bras de la rivière Vuoksi y débouchait qui s'est asséché progressivement du XVIIe au XIXe siècle, à la suite du rebond post-glaciaire.
Il sera complètement asséché en 1857 quand se formèrent les rapides de Kiviniemi à Losevo (en russe : Лосево), en finnois : Kiviniemi) et quand la rivière Bournaïa devint la branche principale de la Vuoksi.

## Histoire
Le 4 juillet 1790, au cours de la guerre russo-suédoise de 1788-1790, la baie de Vyborg fut le théâtre d'une bataille navale engaegant 498 navires de guerre. 
La bataille se termina par une victoire tactique des Russes , mais c'était en fait une victoire stratégique des Suédois.
La baie de Vyborg a également été le théâtre d'une bataille combattu pendant la guerre de Continuation finno-soviétique, entre le 30 juin et 10 juillet 1944, qui a vu les troupes finlandaises et des troupes du troisième Reich face aux troupes soviétiques.

## Galerie

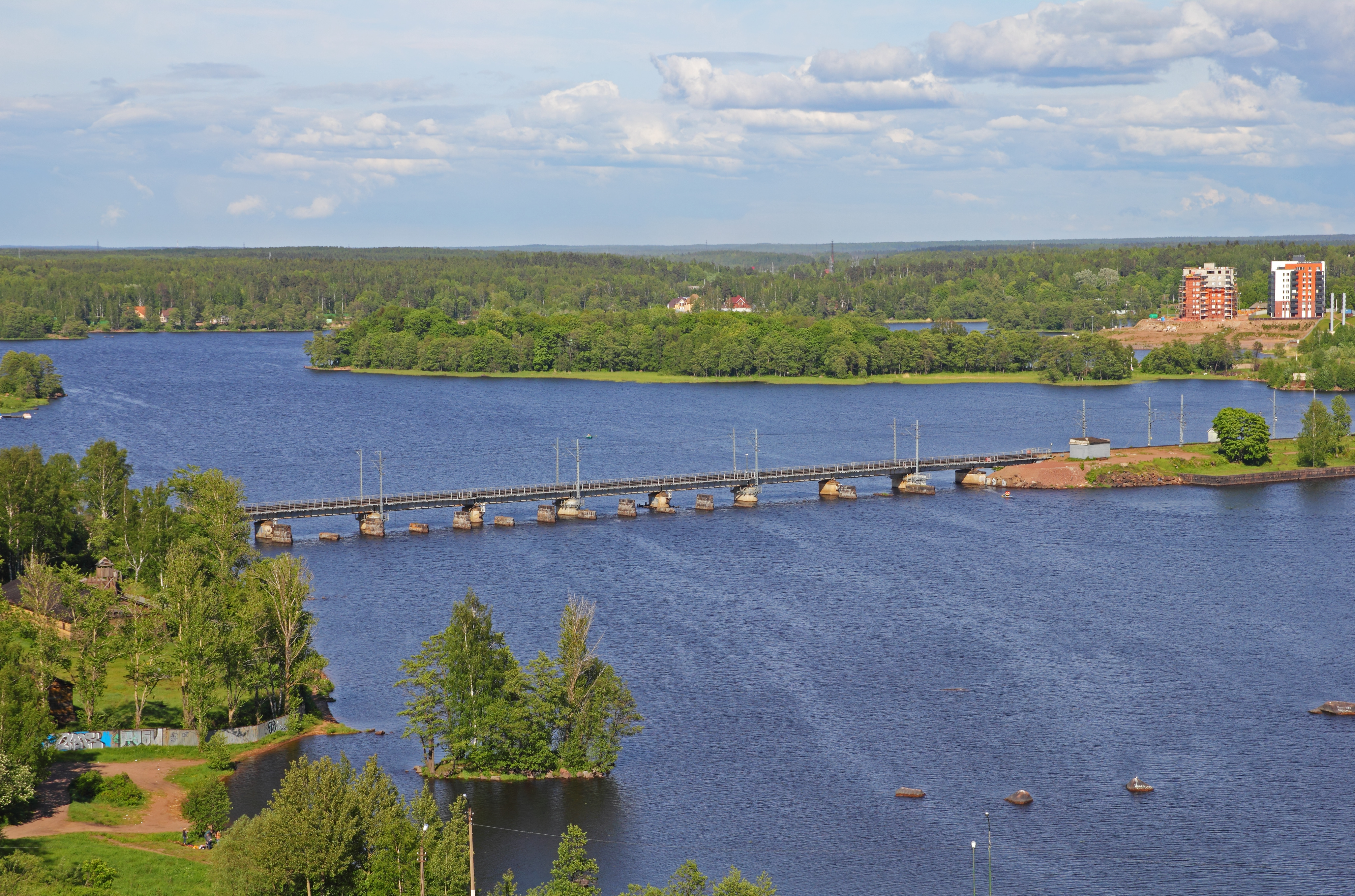
Vue d'une partie nord de la baie de Vyborg.
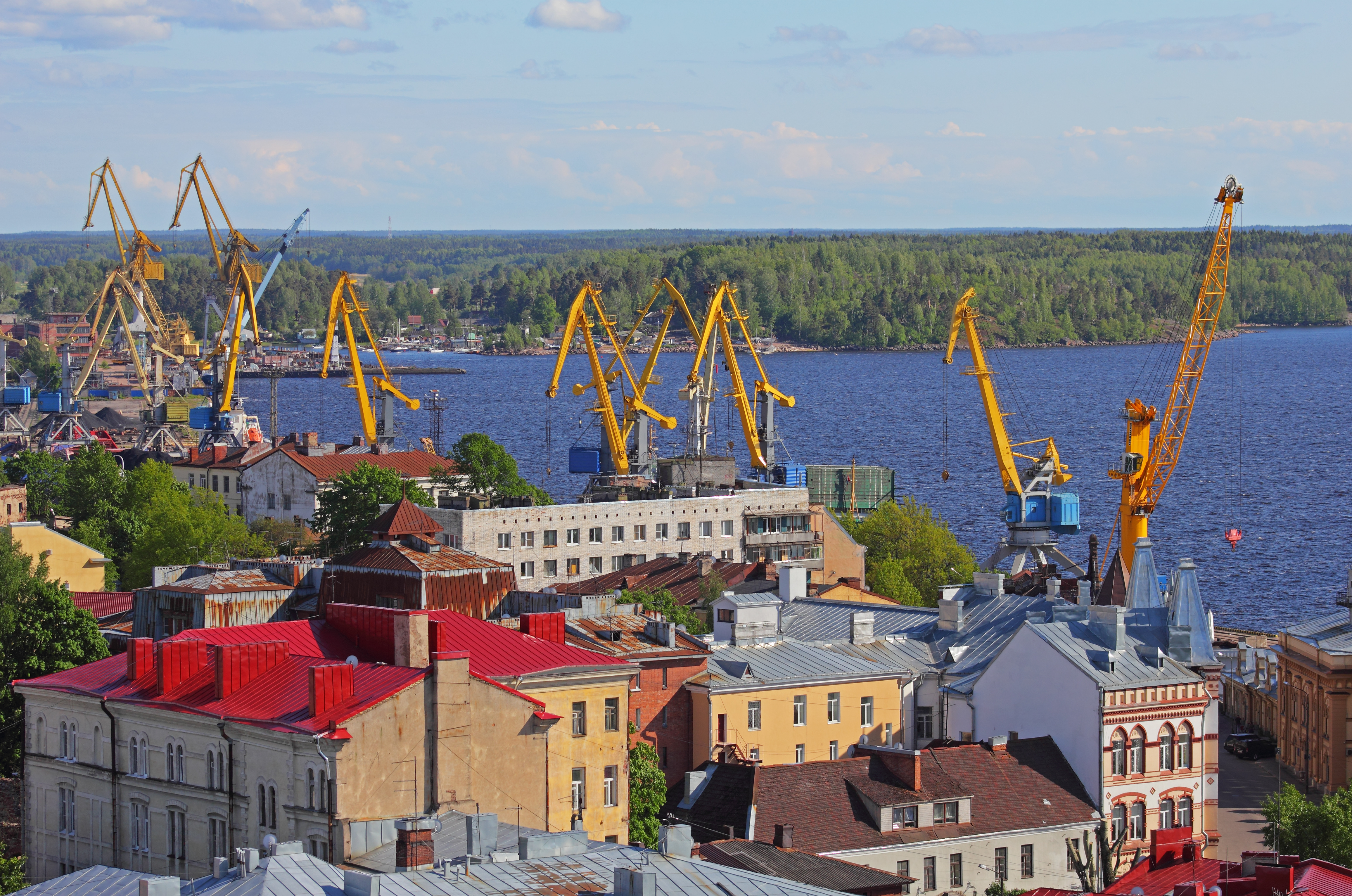
Le port vu de la tour du château.
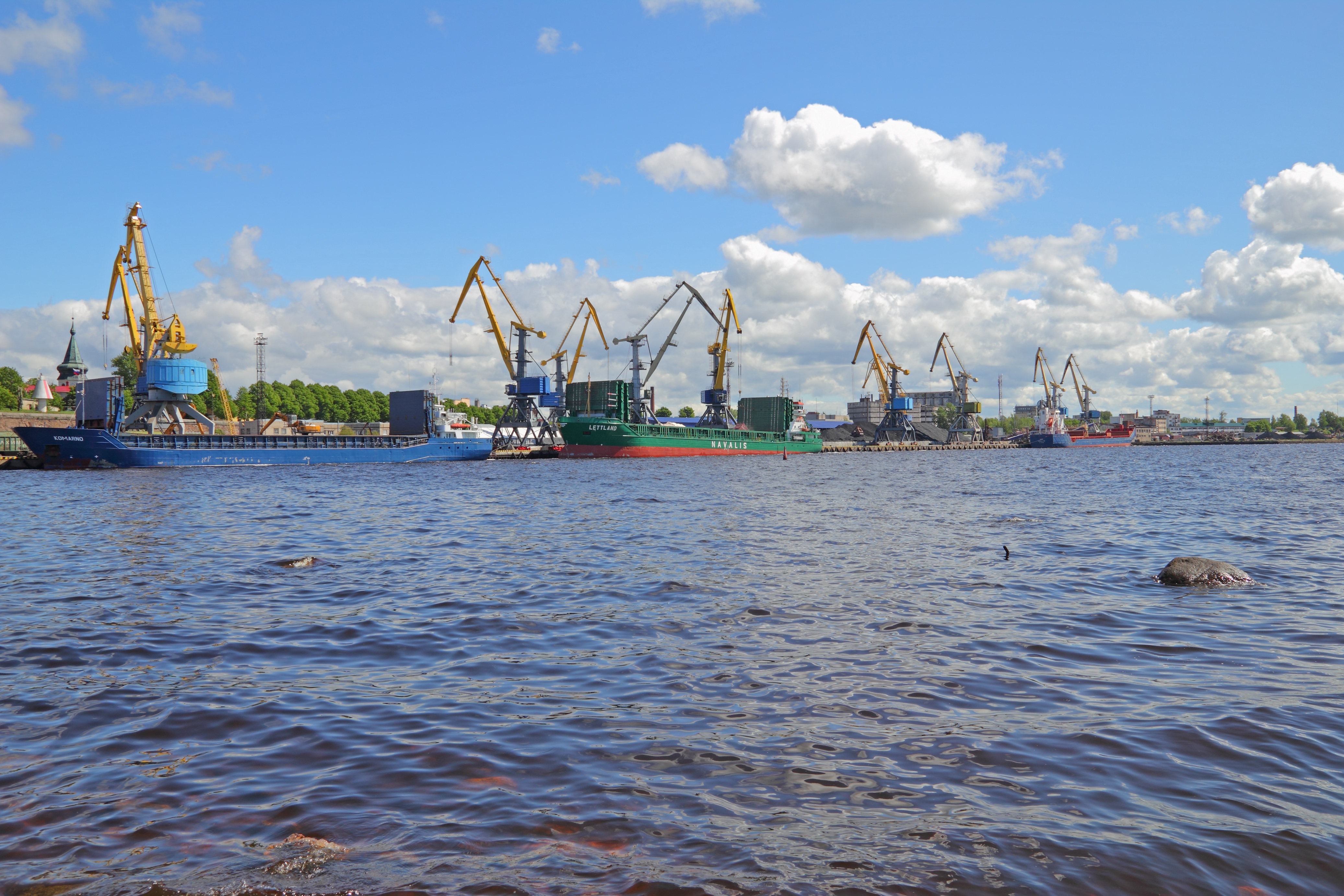
Le port vu de la rue Chturma.
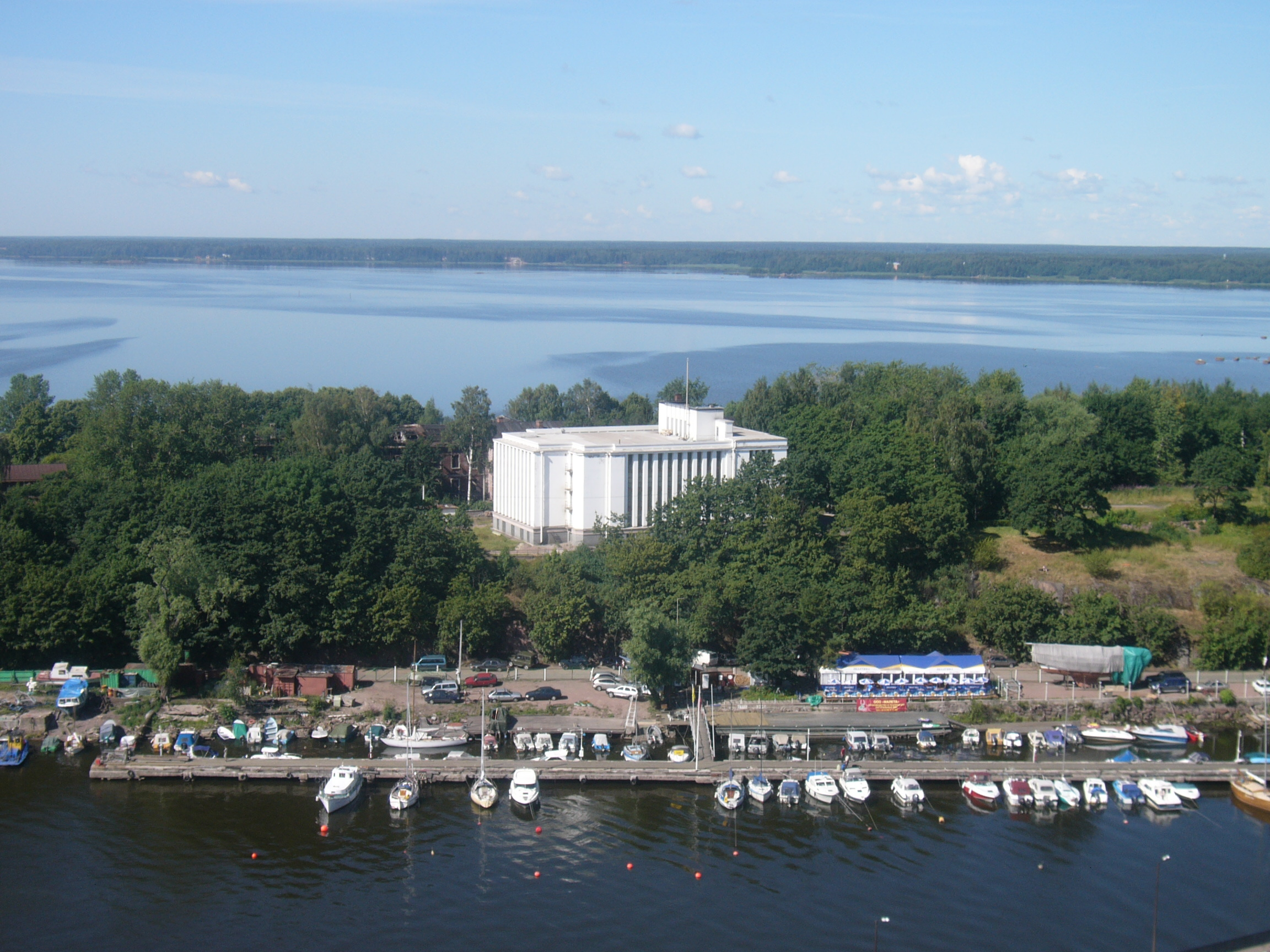
Les archives vues de la tour du château.
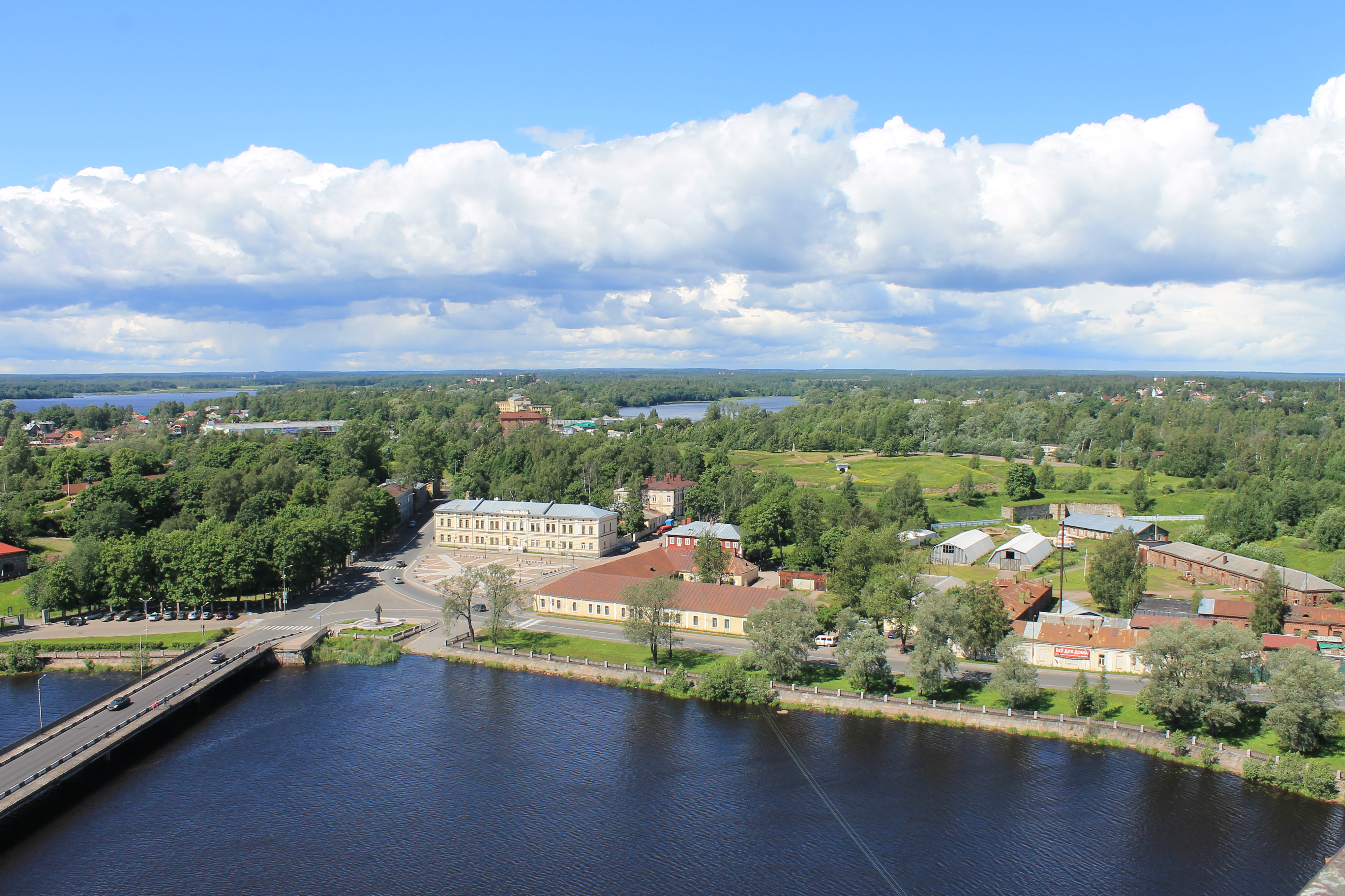
Vue de la tour du château.